# Leyla Bədirbəyli

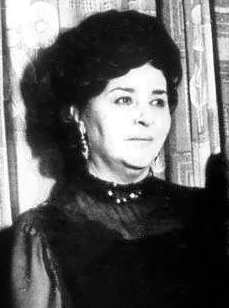
Leyla Bədirbəyli (1982)

Leyla Ağalar qızı Bədirbəyli (eingedeutscht Lejla Bädirbäjli; * 8. Januar 1920 in Baku, Demokratische Republik Aserbaidschan; † 23. November 1999 ebenda, Republik Aserbaidschan) war eine aserbaidschanisch-sowjetische Film- und Theaterschauspielerin und Volkskünstlerin der Aserbaidschanischen SSR.

## Werdegang
Bədirbəyli war in eine einflussreiche Bey-Familie hineingeboren, die aus der Provinz Şəmkir (Schamkir) stammte.
Ihre Berufskarriere begann Bədirbəyli 1936 als Solistin des Aserbaidschanischen Gesangs- und Tanzensembles. Ab 1942 trat sie als Bühnenschauspielerin im Aserbaidschanischen Staatlichen Dramatheater auf.
Auf Einladung von Üzeyir Hacıbəyov spielte Bədirbəyli 1945 die Rolle von Gülçöhrə in der Operette Arschin mal alan, wodurch sie Bekanntheit erlangte. Es folgten weitere bedeutsame Rollen in den Filmen „Fathali Khan“, „Görüş“ (Treffen), „Onun böyük ürəyi“ (Ihr großes Herz), „Sevil“, „Dərviş Parisi partladır“ (Darwisch sprengt Paris) etc.
1951 schloss sie ihr Studium am Staatlichen Aserbaidschanischen Theaterinstitut ab. Bis 1975 war sie im Staatlichen Dramatheater tätig.
Bədirbəyli starb am 23. November 1999 in Baku und wurde auf der Ehrenallee von Baku, genannt Fəxri Xiyaban beigesetzt.

## Privates
Bədirbəyli war zweimal verheiratet. Aus der ersten Ehe stammt der Sohn Dschawanschir. Aus der zweiten Ehe hinterließ sie zwei Töchter. Ihr zweiter Mann und die ältere Tochter Lala starben Mitte der 1960er Jahre bei einem Autounfall.

## Ehrungen
- Stalinpreis (1946)

- Volkskünstlerin der Republik Aserbaidschan